# Lipná (Hazlov)
Lipná (in tedesco Lindau) è una frazione di Hazlov, comune ceco del distretto di Cheb, nella regione di Karlovy Vary.

## Geografia fisica
Lipná è situata in una valle, a 2 km ad ovest dal villaggio Hazlov, ad un'altitudine di 530 metri.
I comuni limitrofi sono Buchwald ad ovest, Vyhledy, Skalka, Nebesa, Mokriny, Sorge, Barendorf, Salerberg e Horni Paseky a nord, Zeleny Haj e Mytinka ad est e Polna, Podilna, Hazlov, Seichenreuth, Ostroh, Hurka, Dobrosov e Libá a sud.

## Storia
La prima menzione scritta risale al 1307, quando Enrico VII assegnò questa porzione di terreno a dei cavalieri tedeschi. La popolazione viveva di agricoltura, di conseguenza il villaggio è sempre rimasto piccolo e poco interessante. Al momento ci sono solo 15 persone, distribuite in 14 abitazioni.

## Monumenti
Nelle vicinanze di Lipná, sulla strada verso Skalka, si trova, in prossimità della ferrovia, una Croce della conciliazione con l'iscrizione IHS e l'incisione di un cuore trafitto. Questa croce ha una storia certa. Nell'anno 1675 in questo preciso punto un padre, originario di Skalka, ha ucciso suo figlio e gli ha "strappato le interiora e succhiato il sangue". Gli atti giuridici degli anni 1675-1676 confermano che per questo crimine sia stato giustiziato.

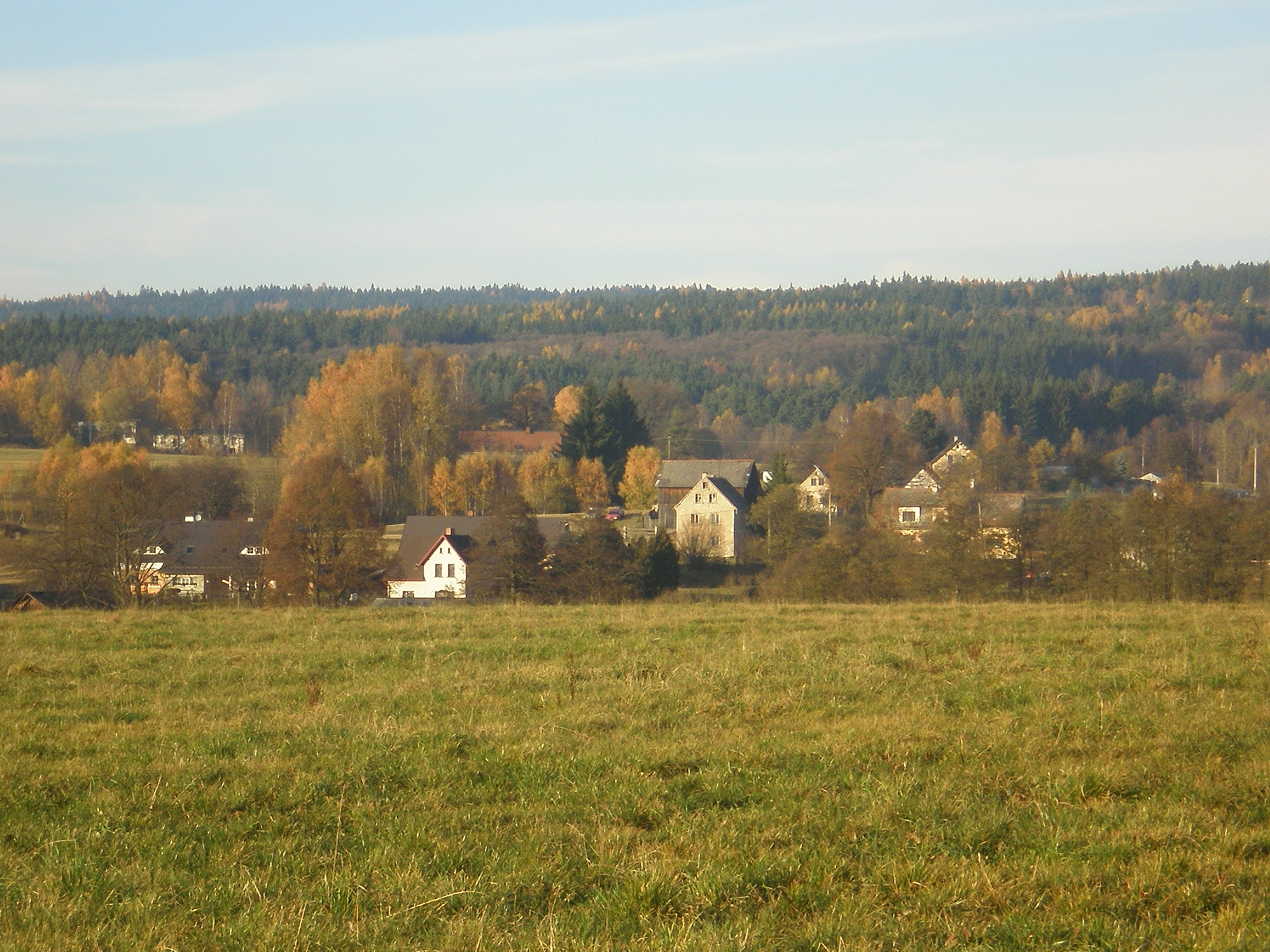
Foto di Lipná scattata il 1º novembre 2008

## Società

### Evoluzione demografica
| Anno        | 1850 | 1930 | 1947 | 1961 | 1970 | 2001 |
| ----------- | ---- | ---- | ---- | ---- | ---- | ---- |
| Popolazione | 259  | 270  | 82   | 53   | 46   | 15   |